# قارخون (سرآب)
قارخون یکی از روستاهای استان آذربایجان شرقی است که در دهستان ابرغان بخش مرکزی شهرستان سرآب واقع شده‌است. 
قارخون در ۲۰ کیلومتری جادۀ سرآب-تبریز در کنار تلخه‌رود قرار دارد.